# Niobobaotita
La niobobaotita és un mineral de la classe dels silicats.

## Característiques
La niobobaotita és un ciclosilicat de fórmula química Ba₄(Ti2.5Fe²⁺1.5)Nb₄Si₄O₂₈Cl. Va ser aprovada com a espècie vàlida per l'Associació Mineralògica Internacional en el mes d’octubre de l'any 2023, i encara resta pendent de publicació. Cristal·litza en el sistema tetragonal. És l'anàleg de niobi de la baotita.
L'exemplar que va servir per a determinar l'espècie, el que es coneix com a material tipus, es troba conservat a la col·lecció mineralògica del Museu Geològic de la Xina, a Beijing (República Popular de la Xina), amb el número de catàleg: GMCTM2201.

## Formació i jaciments
Va ser descoberta al dipòsit de Bayan Obo, el dipòsit de terres rares més gran del món, que es troba al districte miner de Bayan Obo, a la localitat de Baotou (Mongòlia Interior, República Popular de la Xina). També ha estat descrita al riu Haast, al districte de Westland (regió de West Coast, Nova Zelanda).